# Studenec (Lužické hory)
Studenec (německy Kaltenberg, v 19. století též nazývaný Ferdinandův kámen) je vrchol o nadmořské výšce 737 m na severu České republiky, v Ústeckém kraji, v okrese Děčín (třetí nejvyšší vrchol okresu Děčín), v západní části Lužických hor. Na vrcholovém kuželu hory se nachází rozhledna a přírodní rezervace Studený vrch.

## Historie a stavby na vrcholu
Během tzv. sedmileté války probíhala v červenci 1757 po tři dny tzv. bitva pod Studencem, která si celkově vyžádala na 800 padlých. Ti byli v okolí také pohřbeni. V 19. století patřil vrch šlechtickému rodu Kinských. Majitel pozemku Ferdinand Kinský nechal v roce 1854 postavit na vrcholu dřevěnou rozhlednu, která ale musela být v roce 1865 pro špatný technický stav stržena. U rozhledny stával stánek s občerstvením. Dnešní 17 metrů vysoká volně přístupná ocelová rozhledna příhradové konstrukce pochází z roku 1888. Je to tedy druhá nejstarší železná rozhledna v Česku (po Slovance). V minulosti byl vstup na rozhlednu zpoplatněn, vstupné bylo 10 krejcarů. Od roku 1893 byla na vrcholu i horská chata, zbořená byla po roce 1947. V roce 1890 byla cesta na vrchol vydlážděná čedičem, toto zpevnění se dochovalo do dnešních dní.
Během Mnichovské krize rozhlednu využívala Československá armáda, ale rozhledna byla i nadále přístupná veřejnosti. Na jaře 1945, na konci druhé světové války, mělo být na vrcholu umístěno protiletecké dělo.
Stavba rozhledny, která byla od války zanedbávána, měla být v roce 1996 stržena, ale 28. března 1997 byla prohlášena kulturní památkou a zapsána do fondu Národního památkového ústavu, což ji ochránilo od demolice. Kvůli nevyjasněným majetkoprávním vztahům se ovšem oprava neustále odkládala, další překážky kladly správa Chráněné krajinné oblasti Lužické hory a Lesy České republiky, které s rekonstrukcí nesouhlasily. Nedostávalo se též finančních prostředků.
Od roku 2001 je rozhledna ve vlastnictví města Česká Kamenice, kterému se podařilo na rekonstrukci získat více než milionovou dotaci. Další finance se podařilo zajistit formou veřejné sbírky, kdy si lidé symbolicky kupovali jednotlivé schody. Ve dnech 17. až 19. září 2007 byla rozhledna demontována, snesena z vrcholu vrtulníkem, opravena v dílnách v Litoměřicích s využitím více než 80 % původních dílů a nakonec opět vrtulníkem přemístěna zpět na vrchol. Pro veřejnost byla otevřena 21. června 2009.
Na věž vede 75 schodů, a za dobré viditelnosti je možné zhlédnout Jizerské hory, Krkonoše, České středohoří, Ještěd nebo Bezděz.
Je druhou nejstarší kovovou rozhlednou v Česku (po rozhledně Slovanka).

## Fauna
V okolí Studence lze mimo jiné pozorovat stáda kamzíka horského (Rupicapra rupicapra).

## Turistika
Na vrchol vede odbočka z červené turistické trasy, která vede z nádraží Jedlová do Děčína; také je tam vedena Naučná stezka Okolím Studence, odbočka z okruhu. Studenec leží na trase každoročního dálkového pochodu Lužická sedmička.